# Żeczo Stankow
Żeczo Donczew Stankow, bułg. Жечо Дончев Станков (ur. 4 sierpnia 1982 w Burgasie) – bułgarski polityk, menedżer i samorządowiec, deputowany, od 2025 minister energetyki.

## Życiorys
Syn Doncza Żekowa. Ukończył studia ekonomiczne na Uniwersytecie w Ratyzbonie. Pracował jako dyrektor do spraw marketingu oraz konsultant przy projektach z branży energetycznej. Prowadził też własną działalność gospodarczą. Współtworzył i został sekretarzem organizacji branżowej zajmującej się CNG. Zaangażował się w działalność polityczną w ramach partii GERB. W 2011 został wybrany na radnego rodzinnej miejscowości. Od 2015 pełnił funkcję wiceministra energetyki. W 2017 był posłem do Zgromadzenia Narodowego 44. kadencji. Zajmował też stanowisko prezesa Bułgarskiego Holdingu Energetycznego.
W lipcu 2021, listopadzie 2021, październiku 2022, kwietniu 2023, czerwcu 2024 i październiku 2024 uzyskiwał mandat deputowanego na kolejne kadencje bułgarskiego parlamentu.
W styczniu 2025 objął urząd ministra energetyki w utworzonym wówczas gabinecie Rosena Żelazkowa.